# Desperate Housewives (seizoen 7)
Dit artikel geeft een overzicht van de afleveringen en acteurs van seizoen 7 van Desperate Housewives. Op 18 mei 2010 kondigde ABC aan dat de reeks een 7e seizoen krijgt. Dit wordt uitgezonden sinds 26 september 2010.
In dit seizoen zijn er enkele acteurs verdwenen uit de reeks: acteur Kyle MacLachlan en actrice Dana Delany hebben de reeks verlaten.

## Rolverdeling

### Hoofdrol
- Teri Hatcher als Susan Delfino
- Felicity Huffman als Lynette Scavo
- Marcia Cross als Bree Van de Kamp
- Eva Longoria als Gabrielle Solis
- Vanessa Williams als Renée Perry
- Ricardo Antonio Chavira als Carlos Solis
- Doug Savant als Tom Scavo
- Mark Moses als Paul Young
- Kathryn Joosten als Karen McCluskey
- Kevin Rahm as Lee McDermott
- Tuc Watkins as Bob Hunter
- Brenda Strong als Mary Alice Young
- James Denton als Mike Delfino

### Bijrol
- Charlie Carver als Porter Scavo
- Joshua Logan Moore als Parker Scavo
- Darcy Rose Byrnes als Penny Scavo
- Madison De La Garza als Juanita Solis
- Mason Vale Cotton als M.J. Delfino

### Gastrollen
- Cecilia Balagot als Grace Sanchez
- Orson Bean als Roy Bender
- Polly Bergen als Stella Wingfield
- Emily Bergl als Beth Young
- Andrea Bowen als Julie Mayer
- Christine Estabrook als Martha Huber
- Brian Austin Green als Keith Watson
- Larry Hagman als Frank Kaminsky
- Valerie Harper als Claire Bremmer
- Harriet Sansom Harris als Felicia Tilman
- Carla Jimenez als Carmen Sanchez
- Lainie Kazan als Maxine Rosen
- Kyle MacLachlan als Orson Hodge
- Shawn Pyfrom als Andrew Van de Kamp
- Lois Smith als Allison Scavo
- Mindy Sterling als Mitzi Kinsky
- Lesley Ann Warren als Sophie Bremmer

## Afleveringen
| Nr. | Titel                                     | Schrijver(s)                    | Regisseur        | Uitzenddatum Verenigde Staten |  |
| --- | ----------------------------------------- | ------------------------------- | ---------------- | ----------------------------- |  |
| 7-01 (135) | Remember Paul                             | Marc Cherry                     | David Grossman   | 26 september 2010             |  |
| Nu ze voor de vijfde keer moeder is geworden, heeft Lynette niet zoveel tijd meer om het huishouden te doen en ze verwacht dan ook dat haar kinderen haar zullen bijspringen. Maar dan krijgt ze telefoon van Renée Perry (Vanessa Williams), haar beste vriendin toen ze nog studeerde. Ze komt op bezoek en dat zet Lynette in een hogere versnelling: Renée is namelijk rijk getrouwd en Lynette wil dan ook dat alles piekfijn in orde is als ze langskomt. Het weerzien is hartelijk en Renée wordt al snel voorgesteld aan Lynettes andere vriendinnen. Zij verschieten van de harde taal die tussen hen twee over en weer vliegt: volgens hen is dat hun gebruikelijke manier van omgaan- totdat Renée een opmerking maakt over Lynettes huidige leven. Lynette is woest en wil dat Renée haar koffers pakt. Daarop moet Renée bekennen dat ze eigenlijk aan het scheiden is van haar man en dat ze niet wist waarnaartoe. Lynette begrijpt nu in welke situatie Renée zit en toont begrip: Renée mag voorlopig blijven logeren. Susan, Mike en MJ nemen hun intrek in hun nieuwe appartement. MJ vindt het maar niets, maar Susan probeert er iets gezellig van maken. Ze gaat ook langs bij hun nieuwe huisbazin Maxine (Lainie Kazan), omdat ze de huurwaarborg nog niet betaald heeft. Daar ontdekt ze dat Maxine een erotische website heeft, die ze runt vanuit haar woonkamer. Ze stelt aan Susan voor om voor haar te komen werken, maar dat ziet Susan niet zitten. Maar wanneer Mike dan geen lening kan krijgen van de bank en hij eraan denkt om een job aan te nemen in Alaska, verandert Susan van mening en gaat ze toch voor Maxine werken. Bree vertelt eindelijk aan Gabrielle de waarheid over het ongeval van Mama Solis, maar Gabrielle is daar niet mee opgezet: als ze dit aan Carlos moet vertellen, zal hij Andrew 'vermoorden' en dan is ze hem weer voor een paar jaar kwijt. Ze weet niet goed hoe ze hiermee om moet gaan. Ondertussen komt Carlos te weten dat hun dochter Juanita eigenlijk niet hun dochter is, en hij weet ook niet goed hoe hij daarmee moet omgaan: als hij dit aan Gabrielle vertelt, zal haar wereld instorten. Beide hebben nu een geheim voor elkaar, en beiden twijfelen ze of ze dit aan de ander moeten vertellen. Uiteindelijk besluit elk van hen het geheim voor zich te houden, om zo de andere niet te kwetsen. Maar Bree heeft ook nog persoonlijke problemen: Orson heeft de scheiding aangevraagd en komt de laatste spullen uit het huis ophalen. Dat maakt Bree nostalgisch en ze bekijkt enkele oude foto's. Dan merkt ze opeens op dat het behangpapier los hangt en probeert ze dit terug vast te kleven. Maar het papier blijft niet meer kleven, en ineens trekt Bree ineens het hele behangpapier van de muur. Ze besluit daarop haar huis opnieuw in te richten en huurt daarop een aannemer in: Keith (Brian Austin Green). Ondertussen ontdekt Karen McCluskey dat Paul Young nu in het huis woont van Susan en zij waarschuwt de hele buurt. De bewoners zijn in shock en Lynette, Gabrielle, Bree en (een in der haast teruggekeerde) Susan bespreken zijn terugkeer, als ineens Paul voor hun neus staat. Die nodigt hen binnen uit en vertelt hen wat er gebeurd is: nadat Felicia Tilman (Harriet Sansom Harris) werd gearresteerd, besefte de politie dat zij haar hele moord in scène heeft gezet en dat Paul (al 10 jaar) onschuldig achter de tralies zit. Hij wordt vrijgelaten en Felicia wordt opgesloten in de gevangenis. Maar Paul bezoekt Felicia in de gevangenis, iets waar zij niet mee opgezet is: zij wil nog altijd wraak omdat hij haar zus Martha heeft vermoord. Als ze dan wat later een artikel over Paul ophangt in haar cel, vraagt haar celgenote wat ze van plan is. Dan licht Felicia een tipje van de sluier: binnen de 6 maanden zal Paul dood zijn, want zij heeft vrienden op Wisteria Lane, hij niet. |                                           |                                 |                  |                               |  |
| 7-02 (136) | You Must Meet My Wife                     | Dave Flebotte                   | Larry Shaw       | 3 oktober 2010                |  |
| Renée begint nogal veel om te gaan met Tom en dat zint Lynette helemaal niet. Bree ontslaat Keith omdat ze ineens voor hem begint te vallen. Susan vindt het vreselijk om tegen Mike te liegen over haar nieuwe, riskante bijbaantje bij Maxine. Gabrielle spoedt zich naar het ziekenhuis wanneer ze hoort dat Bree en Juanita een ongelukje hebben gehad en Paul stelt de dames van Wisteria Lane zijn nieuwe vrouw voor. |                                           |                                 |                  |                               |  |
| 7-03 (137) | Truly Content                             | Matt Berry                      | Tara Nicole Weyr | 10 oktober 2010               |  |
| Susan ontdekt dat enkele van haar sexy danspasjes worden geïmiteerd door een concurrente. Gabrielle huurt een privé detective in zonder dat Carlos hier iets van weet. Lynette is geshockeerd wanneer Toms dokter een nogal ongebruikelijk antidepressivum voorschrijft en Renee nodigt Bree uit om op mannenjacht te gaan. |                                           |                                 |                  |                               |  |
| 7-04 (138) | The Thing That Counts is What's Inside    | Jason Ganzel                    | David Grossman   | 17 oktober 2010               |  |
| Gabrielle vertelt aan de vriendinnen de waarheid over Juanita. Susan ontdekt dat het internetbedrijf waar ze voor werkt van haar een enorme reclameposter heeft gemaakt. Renee probeert Keith van Bree te stelen en Lynette krijgt hulp van Penny in huishouden. |                                           |                                 |                  |                               |  |
| 7-05 (139) | Let Me Entertain You                      | Sara Parriott & Josann McGibbon | Lonny Price      | 24 oktober 2010               |  |
| Susan kan haar baantje bij Maxine kwijtspelen wanneer ze een belangrijke klant beledigt. De spanning tussen Renée en Gabrielle loopt hoog op wanneer ze allebei een geheim van de andere verklappen. Bree wordt uitgeput door Keith in bed. Ondertussen vraagt Tom aan zijn moeder om op de baby te letten- maar Lynette kan dit niet echt appreciëren. |                                           |                                 |                  |                               |  |
| 7-06 (140) | Excited and Scared                        | Jeff Greenstein                 | Jeff Greenstein  | 31 oktober 2010               |  |
| Susan biecht op aan Mike wat ze doet voor het bedrijf van Maxine. Juanita vindt het verdacht dat Gabrielle ineens zoveel interesse heeft voor Grace. Lynette maakt zich zorgen over haar schoonmoeder. Bree ontdekt een geheim van Keith en Paul neemt zijn vrouw mee uit, in de hoop zo hun relatie wat romantischer te maken. |                                           |                                 |                  |                               |  |
| 7-07 (141) | A Humiliating Business                    | Marco Pennette                  | Larry Shaw       | 7 november 2010               |  |
| Susan accepteert met tegenzin Lynettes aanbod om op Paige te babysitten. Bree gaat de menopauze in en wil dat geheim houden voor Keith. Renee doet Lynette een jobaanbod. Gabrielle denkt dat Bob Carlos probeert te verleiden en Beth begint aan de motieven van Paul te twijfelen. |                                           |                                 |                  |                               |  |
| 7-08 (142) | Sorry Grateful                            | Annie Weisman                   | David Grossman   | 14 november 2010              |  |
| Voor Thanksgiving nodigen Carlos en Gabrielle de familie van Grace uit voor een etentje. Tijdens het diner ontdekken ze dat hun tijd met Grace misschien wel beperkt is. Ondertussen nodigt Bree de ouders van Keith uit (John Schneider en Nancy Travis) voor het feest. Susan en Lynette krijgen ruzie over het slaapschema van Paige. Renee ergert Tom met haar verwijzingen naar hun verleden en Beth gaat verder op zoek naar de geheimen van Paul. |                                           |                                 |                  |                               |  |
| 7-09 (143) | Pleasant Little Kingdom                   | Dave Flebotte                   | Arlene Sanford   | 5 december 2010               |  |
| Gabrielle doet een wanhopige poging om Grace in haar leven te houden. Keith organiseert een speciaal etentje voor Bree, maar wordt gestoord door zijn vader. Tom is boos op Lynette omdat zij zijn mannelijkheid niet wil erkennen. Renee vertelt aan Susan in een zatte bui dat ze ooit iets heeft gehad met Tom en Paul onthult eindelijk zijn plannen voor Wisteria Lane: hij wil een huis voor ex-gevangenen openen in de buurt. |                                           |                                 |                  |                               |  |
| 7-10 (144) | Down The Block There's a Riot             | Bob Daily                       | Larry Shaw       | 12 december 2010              |  |
| Paul opent zijn huis en dat ontaardt in zware rellen in de buurt, Juanita ontdekt het geheim van haar moeder, Bree wil met Keith gaan samenwonen en Susan confronteert Tom met wat ze weet over zijn relatie met Renée. |                                           |                                 |                  |                               |  |
| 7-11 (145) | Assassins                                 | John Paul Bullock III           | David Warren     | 2 januari 2011                |  |
| Gabrielle en Carlos gaan naar een therapeut met Juanita, die hen vertelt dat ze Grace moeten vergeten als ze hun dochter terug willen gelukkig maken. Susan krijgt in het ziekenhuis te horen dat ze regelmatig een nierdialyse moet ondergaan. Renee biecht haar geheim op aan Lynette en de politie gaat op zoek naar de schutter die Paul heeft neergeschoten. Paul ontdekt dat Beth de dochter is van Felicia. |                                           |                                 |                  |                               |  |
| 7-12 (146) | Where Do I Belong?                        | David Schladweiler              | David Grossman   | 9 januari 2011                |  |
| Susans moeder Sophie en tante Claire (Valerie Harper) bezoeken haar in de ziekenhuis. Ze is gechoqueerd wanneer haar eigen moeder weigert zich te laten testen om te kijken of ze een geschikte donor kan zijn voor Susan. Lynette blijft wraak nemen op Tom en doet dat heel subtiel zodat hij het niet door heeft (tot Renée erachter komt), Bree wil vriendschap sluiten met Beth en Gabrielles obsessie met haar pop wordt groter. |                                           |                                 |                  |                               |  |
| 7-13 (147) | I'm Still Here                            | Josann McGibbon & Sara Parriott | Lonny Price      | 16 januari 2011               |  |
| Wanneer Lynettes moeder Stella (Polly Bergen) wil trouwen met Frank (Larry Hagman) voor de verkeerde redenen, probeert ze haar het huwelijk uit het hoofd te praten. Susan heeft een bizar gesprek met een andere patiënt die aan de dialysemachine ligt, maar nogal cynisch is omdat hij denkt nooit nog een donor te vinden. Bree komt de ex van Keith tegen en die vertelt haar iets choquerend over zijn verleden. Carlos is bezorgd omdat Gabrielle zoveel tijd doorbrengt met haar pop. Bob & Lee huren Renée in om de babykamer van hun baby aan te kleden en Paul boekt een weekendje weg naar een afgelegen hutje voor hem en Beth. |                                           |                                 |                  |                               |  |
| 7-14 (148) | Flashback                                 | Matt Berry                      | Andrew Doerfer   | 13 februari 2011              |  |
| Stella wil graag een familiefoto van het hele gezin, maar ze wil ook Frank op de foto, wat Lynette dan weer niet ziet zitten. Susan krijgt een nier aangeboden uit onverwachte hoek. Gabrielle moet van Carlos op therapie maar ziet dat niet zitten. Bree houdt nog altijd voor Keith verborgen dat hij een zoon heeft en Mike probeert contact te zoeken met Zach Young om uit te zoeken of hij iets te maken heeft met de moordaanslag op Paul. |                                           |                                 |                  |                               |  |
| 7-15 (149) | Farewell Letter                           | Marco Pennette                  | David Grossman   | 20 februari 2011              |  |
| Lynette en Tom vinden het tijd dat Porter en Preston het huis uit trekken en op zichzelf gaan wonen. Groot is hun verbazing als de jongens een huis vinden vlak bij het ouderlijk huis. Gabrielle en Carlos brengen een bezoekje aan haar geboortedorp in Texas, waar ze Gabrielle duidelijk nog niet vergeten zijn. Keith vraagt aan Bree om met hem naar Florida te verhuizen, zodat hij meer tijd kan doorbrengen met zijn zoon. Susan misbruikt haar ziekte om allerlei gunsten te krijgen en Paul beslist wat hij met Beth gaat doen nu Zach opgenomen is in een instelling. |                                           |                                 |                  |                               |  |
| 7-16 (150) | Searching                                 | Jeff Greenstein                 | Larry Shaw       | 6 maart 2011                  |  |
| Susan wil het meeste halen uit haar leven nu ze te horen heeft gekregen dat de dialyse niet werkt en als ze niet snel een donor vindt, ze snel zal sterven. Bree biedt haar diensten aan en gaat op zoek naar een donor. Gabrielle zet Juanita onder druk omdat de dochter van Lee en Bob een spectaculair nummer zal brengen op een schoolvoorstelling. Renee wil een kind adopteren, iets wat Lynette haar ten stelligste afraadt en Beth weet niet wat te doen met haar leven nu Paul haar heeft buitengegooid. |                                           |                                 |                  |                               |  |
| 7-17 (151) | Everything's Different, Nothing's Changed | Annie Weisman                   | David Warren     | 3 april 2011                  |  |
| Paul Young wil niet dat de nier van Beth wordt afgestaan aan Susan. Lynette is boos op Tom wanneer hij een goedbetaalde job afslaat uit loyaliteit tegenover Carlos. Bree is bezorgd over Andrews overmatige alcoholgebruik en Gabrielle is gechoqueerd wanneer Renee een feestje wil geven, net nu Beth zelfmoord heeft gepleegd. |                                           |                                 |                  |                               |  |
| 7-18 (152) | Moments in the Woods                      | John Paul Bullock III           | David Grossman   | 17 april 2011                 |  |
| Nu Susan een nieuwe nier heeft, denkt ze dat ze onoverwinnelijk is en gaat met het beetje geld dat zij en Mike nog overhebben gaan gokken. Bree probeert Andrew te beletten zijn geheim aan Carlos op te biechten. Renee leert Lynette de wereld van de gegoede klasse kennen nu Tom een dik betaalde job heeft aangenomen en Felicia Tilman probeert Paul te overtuigen van haar goede bedoelingen. |                                           |                                 |                  |                               |  |
| 7-19 (153) | The Lies Ill-Concealed                    | David Schladweiler              | Larry Shaw       | 24 april 2011                 |  |
| Tom heeft een belangrijke bijeenkomst en Lynette mag mee, maar zij moet zich beperken tot de randactiviteiten en dat zint haar niet. Susan heeft seksuele dromen over Paul. Carlos verbiedt Gabrielle om met Bree om te gaan en Felicia probeert Karen McCluskey te betrekken in haar wraak op Paul. |                                           |                                 |                  |                               |  |
| 7-20 (154) | I'll Swallow Poison on Sunday             | Jason Ganzel                    | David Warren     | 1 mei 2011                    |  |
| Bree krijgt het aan de stok met een charmante politieagent nadat Celia en Juanita haar huis inpalmen en Bree de twee kinderen een lesje probeert te leren. Felicia probeert Paul te vergiftigen. Tom huurt Lynette en Renee in om zijn bureau opnieuw in te richten en Susan ontdekt dat Felicia terug op Wisteria Lane woont. |                                           |                                 |                  |                               |  |
| 7-21 (155) | Then I Really Got Scared                  | Valerie A. Brotski              | Larry Shaw       | 8 mei 2011                    |  |
| Paul verdenkt Susan ervan hem te willen vergiftigen. Lynette en Tom hebben een discussie over waar ze op vakantie moeten gaan. Juanita kijkt naar een horrorfilm en durft daarna niet meer te gaan slapen en Bree gaat op date met een politieagent. |                                           |                                 |                  |                               |  |
| 7-22 (156) | And Lots of Security...                   | Joe Keenan                      | David Grossman   | 15 mei 2011                   |  |
| De politie verdenken Felicia en Susan ervan Paul te willen vergiftigen. Tom en Lynette gaan een weekendje weg. Gabrielle denkt dat ze achtervolgd wordt en Bree leert iets over haar nieuwe vriend Chuck. |                                           |                                 |                  |                               |  |
| 7-23 (157) | Come on Over for Dinner                   | Bob Daily                       | Larry Shaw       | 15 mei 2011                   |  |
| De bewoners van de straat organiseren een etentje, maar dat loopt grondig fout wanneer iemand vermoord wordt. Gabrielle is in shock wanneer ze identiteit van haar achtervolger ontdekt en Renee is terneergeslagen wanneer ze ontdekt dat haar ex gaat hertrouwen. In de ontknoping van dit seizoen maken de vrouwen een pact dat hun leven voorgoed zal veranderen. |                                           |                                 |                  |                               |  |